# براندون كارلو
براندون كارلو (بالإنجليزية: Brandon Carlo)‏ هو لاعب هوكي الجليد أمريكي، ولد في 26 نوفمبر 1996 في كولورادو سبرينغس في الولايات المتحدة.

## وصلات خارجية
- براندون كارلو على موقع دوري الهوكي الوطني (الإنجليزية)
- براندون كارلو على موقع EliteProspects.com (الإنجليزية)
- براندون كارلو على موقع HockeyDB.com (الإنجليزية)
- براندون كارلو على موقع Hockey-Reference.com (الإنجليزية)